# Grêmio Ubaense Esporte Clube
Grêmio Ubaense Esporte Clube é uma agremiação esportiva de São José de Ubá.

## História
O clube disputou o Campeonato Citadino de Itaperuna diversas vezes, sendo campeão em 1987. Também conquistou o Campeonato Noroeste Fluminense de 1983. Seu último jogo oficial foi contra o Americano de Campos, no dia 21 de fevereiro de 2015, perdendo por 7 a 0. Em 2019 o clube foi vice-campeão da Super Copa Noroeste Sub-23, perdendo a final para o Esporte Clube Italva.

## Títulos
| Regional                       | Regional | Regional   | Regional |
| Competição                     | Títulos  | Temporadas |          |
| ------------------------------ | -------- | ---------- | -------- |
| Campeonato Noroeste Fluminense | 1        | 1983       |          |
| Copa do Vale do Paraíba        | 1        | 2000       |          |

| Municipal                        | Municipal | Municipal  | Municipal |
| Competição                       | Títulos   | Temporadas |           |
| -------------------------------- | --------- | ---------- | --------- |
| Campeonato Citadino de Itaperuna | 1         | 1987       |           |

## Estatísticas

### Participações
| Competição            | Temporadas | Melhor campanha | Estreia | Última | P | R |
| --------------------- | ---------- | --------------- | ------- | ------ | - | - |
| Citadino de Itaperuna | ?          | Campeão (1987)  | ?       | ?      | – | – |